# Raffaello Carboni
Raffaello Carboni (Urbino, 15 dicembre 1817 – Roma, 24 ottobre 1875) è stato uno scrittore, patriota e attivista politico radicale italiano, famoso in Australia per la sua partecipazione nella prima rivolta sociale di quel paese.

## Biografia
Già poeta e drammaturgo stipendiato dalla nobile famiglia dei Torlonia, fu animato dagli ideali mazziniani e nel 1849 prese parte alla difesa della Repubblica Romana nelle file garibaldine. Dopo la sconfitta ad opera di truppe straniere, andò in esilio dapprima ad Hannover in Germania poi in Inghilterra, da dove emigrò in Australia giungendovi nel 1852, quasi contemporaneamente a Garibaldi, di passaggio in quei giorni.
Dopo un primo periodo di miseria, si unì a gruppi di cercatori d'oro che proprio in quegli anni (intorno alla metà del XIX secolo) cominciavano ad affluire in Australia e in particolare a Ballarat, vicino a Melbourne, nello Stato del Victoria.
Nel 1854 una serie di incidenti tra cercatori e autorità, dovuti al costo delle licenze minerarie e ai maltrattamenti della polizia, sfociarono in una rivolta vera e propria, della quale Carboni fu uno dei capi, insieme all'irlandese Peter Lalor. I cercatori,  giunsero addirittura ad avanzare l'ipotesi di una Repubblica Australiana al punto che uno dei lavoratori Albert Blak arrivò a leggere una dichiarazione di indipendenza. La rivolta fallì militarmente in quanto repressa dalle autorità con l'aiuto di reparti dell'esercito, ma politicamente fu una vittoria perché suscitò lo sdegno dell'opinione pubblica australiana, che da allora in poi vide nelle "Barricate di Eureka" il primo passo verso l'indipendenza dell'Australia. I fatti furono poi narrati dettagliatamente da Carboni l'anno dopo, nel libro Eureka stockade ("La barricata dell'Eureka").
Carboni lasciò l'Australia il 18 gennaio 1856 grazie ai soldi ricevuti da amici minatori. Dopo tre anni di viaggio, durante i quali visitò Gerusalemme e Betlemme, tornò in Italia e per un certo tempo lavorò come interprete per l'esercito francese a Milano. Poi si trasferì a Genova dove Agostino Bertani stava organizzando le truppe e le forniture per la Spedizione dei Mille. Il 24 giugno arrivò a Palermo e grazie alla sua conoscenza delle lingue (conosceva in maniera fluente inglese, tedesco, francese e spagnolo) ebbe l'incarico d'interprete e traduttore.
In seguito fu il traduttore di Francesco Crispi nella corrispondenza con Lord John Russell.
In seguito, viaggio in Europa per un tempo, per motivi di salute ritornò in Italia e risiedette a Napoli. Riprese l'attività letteraria. Nessuna opera è stata rappresentata sul palcoscenico, né le musica eseguita in pubblico.
Morì a Roma presso l'Ospedale San Giacomo, a 58 anni.
Nel 1979 il regista australiano John Romeril ha scritto un'opera intitolata "Carboni", nella quale rievoca in chiave teatrale le vicende di una pagina storica verso la democrazia compiuta della Federazione australiana nel 1854, vicende delle quali l'urbinate Raffaello Carboni fu uno dei protagonisti, nonché cronista e storico dell'evento.

## Opere
- La Barricata dell'Eureka (titolo originale The Eureka Stockade), cronaca della rivolta dei minatori avvenuta a Ballarat nel 1854.
- Buffi e buffoni,
- Gli orecchini di ciliegie
- Rita (1859),
- La Campana Della Gancia (1861)
- La Santola (1861)